# Falkenberg (Briesen)
Falkenberg è una frazione del comune tedesco di Briesen (Mark).

## Storia
Nel 2003 il comune di Falkenberg venne soppresso e aggregato al comune di Madlitz-Wilmersdorf.
Il comune di Madlitz-Wilmersdorf venne a sua volta soppresso il 1º gennaio 2014 e il suo territorio aggregato al comune di Briesen (Mark).